# Вулиця Вишнева (Тернопіль)
Вулиця Вишнева — вулиця в мікрорайоні «Кутківці» міста Тернополя.

## Відомості
Розпочинається від вулиці Тернопільської, пролягає на схід до вулиці Підгірної, де і закінчується. На вулиці розташовані виключно приватні будинки.